# 黄土水

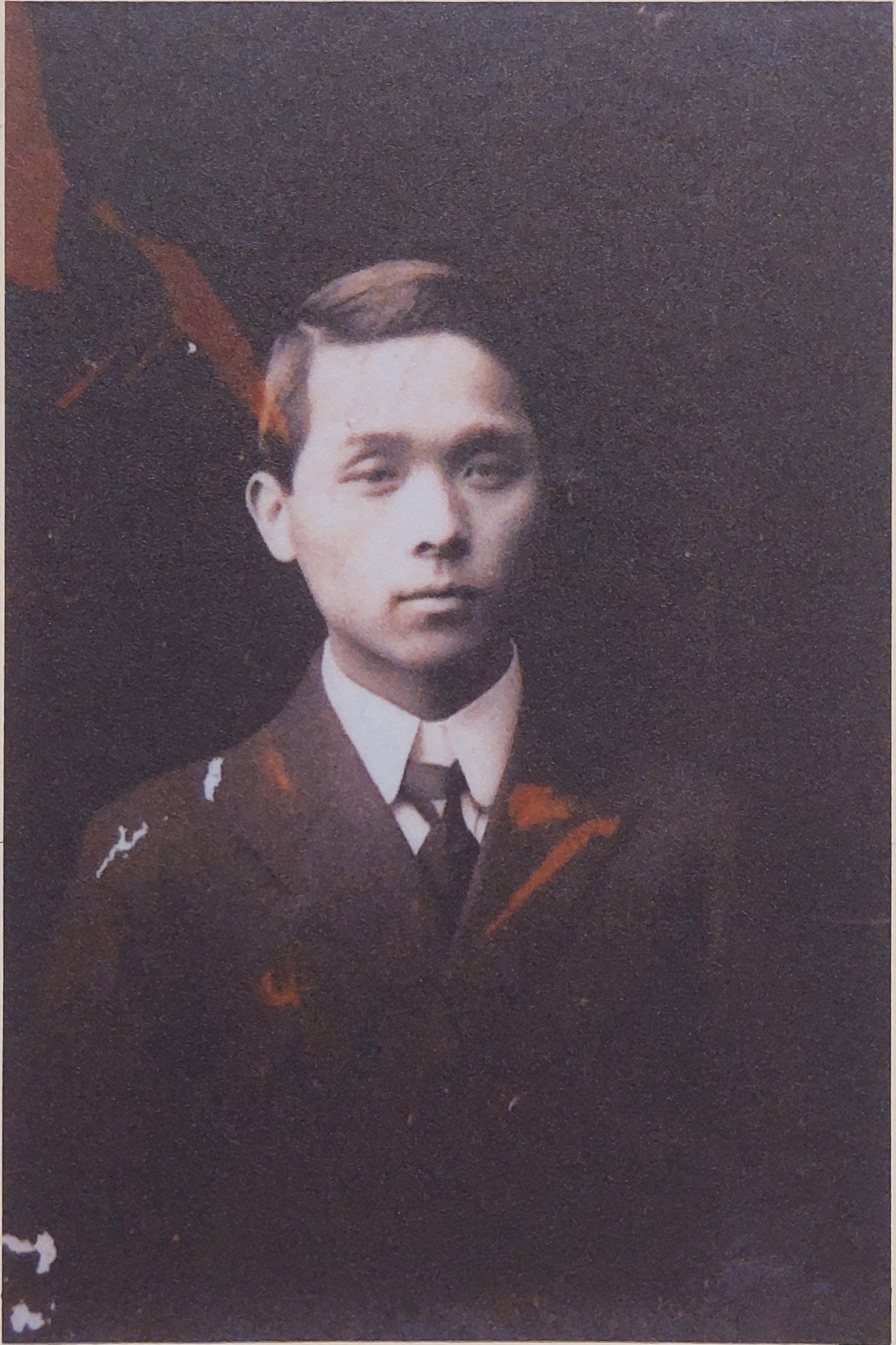
黃土水

黄 土水（黃土水, こう どすい, 台湾語：N̂g, Thô͘ Chúi, 1895年7月3日 - 1930年12月21日）は、日本統治時代の台湾出身の彫刻家。台湾人として初めて日本の東京美術学校に入学、また台湾人として初めて日本の官展に入選するなど、台湾近代美術の先駆者として活躍したが、35歳で早世した。

## 生涯
1895年、台北市艋舺生まれ。1907年、父親の死去に伴い大稲埕の二兄の所に身を寄せた。黄土水は大工であった父親や三兄の影響を受け、彫刻に興味を持つようになったと言われている。1911年3月に大稲埕公学校（現在の台北市太平国民小学）を卒業、同年4月、台湾総督府国語学校 （後の台湾総督府台北師範学校）公学師範科乙科に入学した。1915年3月に同校を卒業し、半年間母校の大稲埕公学校に訓導として勤めた。しかし、国語学校長隈本繁吉および総督府民政長官内田嘉吉の推薦を受け、同年9月に東京美術学校彫刻科木彫部に留学、高村光雲の門下に入った。1920年3月に卒業制作『ひさ子さん（女孩胸像）』を提出し、4月に研究科に進学した。
1920年、彫刻作品『蕃童（山童吹笛）』が台湾人としては初めて帝展に入選、その後、『甘露水』（1921年、第三回帝展入選）、『ポーズせる女』（1922年、第四回帝展入選）、『郊外』（1924年、第五回帝展入選）、『釈迦像（釋迦出山）』（1927年、台北・龍山寺）、『水牛群像』（1930年、台北・中山堂）等の作品を発表した。
また、1922年に『みかど雉子』と『双鹿』の木彫二点を宮中に献上、1928年には昭和天皇御大典のための台湾からの献上品を担当（『帰途（水牛群像）』、ブロンズ）、『久邇宮邦彦王胸像』『久邇宮邦彦王妃胸像』を制作するなど、日本の皇室との関係も密接であった。
1922年3月に東京美術学校研究科を修了した後、1923年に台湾人の廖秋桂と結婚、池袋にアトリエを構えて、独立した彫刻家として日台を往来しながら制作を続けた。
1930年12月21日、腹膜炎により池袋にて35歳で病没した。
1931年4月、台北の東門町にある曹洞宗別院で追悼会が催され、9月に三橋町墓地で納骨式が行われた。また、同年5月には台北にて遺作展が開催されている。
台湾での黄土水の評価であるが、1980年代後半に台湾人意識の高揚とともに評価が高まり、台湾彫刻界を代表する彫刻家と見なされている。

## 代表作
- 『蕃童（山童吹笛）』（塑像、1920）：1920年第二回帝展入選。黄土水の死後に台湾に移されたが、現在所蔵先不明。
- 『ひさ子さん（女孩胸像）』（大理石、1920）：太平国民小学校史館所蔵。東京美術学校卒業時の卒業制作。後に、黄土水の母校である台北市太平国民小学に寄付された。
- 『甘露水』（大理石、1921）：1921年第三回帝展入選。黄土水の死後に台湾に移され、台湾教育会館（現二二八国家記念館）に展示されていた。戦後、教育会館は接収されて台灣參議會となり像の所有権も參議會に移行。白色テロ下に於いては日本教育を受けた作家の作成した裸婦像としてぞんざいに扱われ、台北ないしは台灣省議會が台中へ移転する際に台中へ運ばれそこで遺棄されていたのを民間人が発見し、ひそかに保管していた。2002年段階で国立台湾美術館の館長が所在を突き止めていた模様。2021年に保管者から政府に寄贈され所蔵先は文化部となった。現在はクリーニングを経て公開が始まっている。
- 『ポーズせる女』（塑像、1922）：1922年第四回帝展入選。黄土水の死後に台湾に移されたが、現在所蔵先不明。
- 『郊外』（塑像、1924）：1924年第五回帝展入選。現在所蔵先不明。
- 『釈迦像（釋迦出山）』（石膏／木彫、1927）：1927年、台北の龍山寺のために制作した木彫像。1945年5月の台北大空襲において龍山寺が被災した際に、本木彫像も焼失した。しかし、制作時の原型として石膏像が現存しており、1997年にこの石膏像から銅像が再鋳造され、現在台北市立美術館、高雄市立美術館等に所蔵されている。[1][2][3]
- 『水牛群像（南国）』（ブロンズ、1930）：台北市中山堂所蔵。縦250cm×横550cmの大レリーフで、黄土水の遺作となった。黄土水の死後、1936年に竣工した台北公会堂（現中山堂）に未亡人より寄付された。[4][5]